# Mark Natanson
Pour les articles homonymes, voir Natanson.
Mark Andreïevitch Natanson (en russe : Марк Андреевич Натансон ; alias Bobrov (Бобров), né le 25 décembre 1850 (6 janvier 1851) à Švenčionys (en Lituanie aujourd'hui, Empire russe au XIXe siècle) et mort le 29 juillet 1919 à Berne, est un révolutionnaire populiste russe qui a participé à la création de plusieurs mouvements et organisations révolutionnaires, notamment le Cercle Tchaïkovski, Terre et Liberté et le Parti socialiste révolutionnaire. Lors de la Révolution russe de 1917, il a été un chef de file des socialistes-révolutionnaires de gauche, partisans de l'alliance avec les bolcheviks. Il était l'oncle de l'anarchiste Alexandre Berkman.

## Biographie
Mark Natanson a étudié à Saint-Pétersbourg à l'Académie de médecine et de chirurgie (1868-1871) et à l'Institut de l'agriculture (1871). Pendant ce temps, il s'est impliqué dans le mouvement politique étudiant radical. Il s'est opposé à la tendance politique nihiliste de Serge Netchaïev et participa à la création du Cercle Tchaïkovski avec le militant Nikolaï Tchaïkovski au sein de l'université de Saint-Pétersbourg en 1868-1869.
Mark Natanson a participé à la fondation du mouvement Terre et Liberté, qui organisa quelques-uns des premiers groupes socialistes au sein de la classe ouvrière industrielle en Russie occidentale. Il a également participé à des manifestations, notamment celle de Kazan à Saint-Pétersbourg en 1876. Après division du mouvement Terre et Liberté, Mark Natanson a rejoint le mouvement Narodnaïa Volia. Ce groupe favorisa l'agitation parmi les ouvriers des villes et des intellectuels ainsi que vers le monde paysans (une tactique adoptée par l'autre mouvement issu de la scission de Terre et Liberté, Tcherny Peredel. 
Mark Natanson approuva l'action terroriste du mouvement Narodnaïa Volia, lors de l'assassinat de l'empereur Alexandre II de Russie en mars 1881 organisé par la révolutionnaire Sofia Perovskaïa, qui fut arrêtée peu après et condamnée à mort en avril 1881 et devint ainsi la première femme russe exécutée pour raison politique.
Mark Natanson ne fut impliqué dans aucun acte terroriste, néanmoins, en 1877, il a été emprisonné dans la forteresse Pierre-et-Paul (principalement utilisée comme une prison politique) en raison de sa participation à la création du Cercle Tchaïkovski. De 1879 à 1889, il fut exilé en Sibérie. Après sa libération, il est retourné en Russie d'Europe et devient un militant actif à Minsk, où en 1893, il fonda le mouvement « Droit du Peuple » («Narodnaïa Prava»). En 1894, Mark Natanson fut de nouveau arrêté et exilé en Sibérie orientale. En 1904, après sa libération, il s'exila en Suisse et il s'est impliqué dans le Parti des socialistes révolutionnaires, qui unissait une grande variété d'organisations populistes et révolutionnaire.
En 1917, lors de la révolution de Février, Mark Natanson retourna en Russie dans un « wagon plombé », tout comme Lénine. Déçu par la politique du gouvernement d'Alexandre Kerensky, il fut l'un des dirigeants des socialistes-révolutionnaires de gauche qui soutinrent les bolcheviks après la révolution d'Octobre, mais s'opposa à leur tentative d'insurrection en juillet 1918 et adhéra alors au nouveau petit Parti des communistes-révolutionnaires. 
Mark Natanson s'opposa à la décision de Lénine d'interdire tous les autres partis politiques dans l'Union soviétique. En 1919, il retourna en Suisse et y mourut.